# Jero (zanger)
Jero (Japans: ジェロ), geboren als Jerome Charles White, Jr. (Pittsburgh, Pennsylvania, 4 september 1981) is een Japanse enka-zanger die als Amerikaan is geboren en later verhuisde naar Japan. Hij is de eerste zwarte enka-zanger in de Japanse muziekgeschiedenis. Hij is op latere leeftijd Japans gaan studeren en is daardoor in aanraking gekomen met het muziekgenre.

## Discografie

### Singles
- "Umiyuki" (海雪) (2008)
- "Eisa" (えいさ) (2009)
- "Yancha Michi" (やんちゃ道) (2009)
- "Tsume Ato" (爪跡) (2009)

### Albums
- Covers (カバーズ) (2008)
- Yakusoku (約束) (2009)
- Covers 2(カバーズ 2)(2009)